# Cárcel La Modelo
La Cárcel y Penitenciaría de Media Seguridad de Bogotá - 'La Modelo' es un centro penitenciario localizado en la localidad de Puente Aranda, en Bogotá, Colombia. La cárcel se divide en dos secciones (alas sur y norte), y estas a su vez en diez patios (1A, 1B, 2A, 2B, Nuevo Milenio y Alta Seguridad en el ala norte, y 3, 3A, 4 y 5 en el ala sur). Cuenta con capacidad para 2907 presos, pero desde finales del siglo XX ha sufrido de hacinamiento crónico, en varios años superior al 50 %. Al igual que los demás centros penitenciarios civiles de Colombia, su control esta en manos del INPEC.

## Historia
La construcción de la cárcel fue iniciada en finales de 1957 por el gobierno de Gustavo Rojas Pinilla en el antiguo terreno de la hacienda El Triunfo, tras Gustavo Rojas Pinilla ver el reciente proyecto penitenciario del país hermano y vecino, Ecuador, con su reciente cárcel inaugurada en 1958, la Penitenciaría del Litoral, que era la prisión más moderna en aquel entonces, su motivación y expectativas para el proyecto carcelario aumentaron, al igual que en Ecuador, Gustavo Rojas Pinilla tuvo el pensamiento en común de que la cárcel se construya con el objetivo y propósito de rehabilitación, es decir, no con él ideal en castigar a los reos, si no centrada en rehabilitar, componer, educar o reeducar y reinsertar en la sociedad a los presos, reos o internos, con deportes y demás actividades, y también con el objetivo de incrementar la capacidad carcelaria de la ciudad e implantar lo más posible el orden y detener lo más que se pueda y lo más pronto posible los crímenes y la delincuencia, dado el alto número de presos, delitos y crímenes cometidos tras los eventos de El Bogotazo y de La Violencia. La cárcel fue inaugurada el 1 de enero de 1960 y también se consideró de las cárceles más modernas en su momento y época, fue inaugurada con el nombre de 'Cárcel Jorge Eliécer Gaitán' (en honor al político asesinado Jorge Eliécer Gaitán, cuyo magnicidio tuvo como consecuencia El Bogotazo) y con una capacidad inicialmente para 720 internos distribuidos en cinco pabellones.
Como consecuencia del conflicto armado en Colombia, el número de presos en la prisión aumentó significativamente en los años 80, 90 y 2000, lo que generó un fuerte hacinamiento. En este periodo, sumado al crítico deterioro al interior del penal y a la total ausencia de acciones por parte de las autoridades, se dio la llegada masiva de presos que provenían de grupos paramilitares de extrema derecha o de grupos guerrilleros de extrema izquierda, quienes tomaron el control de la prisión, lo cual terminó ocasionando múltiples motines y homicidios al interior de la cárcel, siendo los más violentos los enfrentamientos de 2000 y 2001, que dejaron cientos de muertos y desaparecidos. Tras ese periodo crítico, el INPEC retomó gran parte del control de la penitenciaría, aunque los problemas relacionados con el deterioro de la infraestructura de la cárcel, las fallas en los servicios de salubridad, la corrupción, la violación de los derechos de los detenidos y el hacinamiento continúan hasta la actualidad.
Si bien en años recientes los incidentes violentos en la prisión han disminuido de manera significativa, el 21 de marzo de 2020, un motín iniciado de manera conjunta por los presos de varias cárceles de Colombia como protesta a la falta de medidas para la contención de la pandemia de COVID-19 en las prisiones del país, degeneró en un intento de fuga en La Modelo, el cual dejó a 23 reos muertos y a 92 personas heridas, incluyendo a 9 guardianes del INPEC.

## Prisioneros notables
Entre los presos que han pasado por La Modelo se destacan:
- Alfonso Cano, comandante en jefe de las FARC-EP.[8]
- Gustavo Petro, exguerrillero del M-19 y presidente de Colombia.[9]
- John Jairo Velásquez, alias ‘Popeye’, jefe de sicarios del Cartel de Medellín y Pablo Escobar.[10]
- Manuel Cepeda, político miembro de la Unión Patriótica.[11]
- Miguel Rodríguez Orejuela, capo del Cartel de Cali.
- Nepomuceno Matallana, asesino en serie.
- René Higuita, arquero de la Selección de fútbol de Colombia.[12]
- Tulio Bayer, médico y guerrillero.[13]